# American Heritage
American Heritage es una revista trimestral dedicada a la difusión de información sobre la historia de Estados Unidos. Hasta el año 2007 la revista fue publicada por el grupo Forbes. Desde esa fecha, Edwin S. Grosvenor es su editor.

## Historia
Entre 1947 y 1949, la Asociación Americana de Historial local y estatal publicó el órgano oficial American Heritage: A Journal of Community History. En septiembre de 1949, la revista trimestral se editó para el público en general, pero manteniendo ciertas características orientadas hacia los educadores. Aunque el esfuerzo no tuvo gran éxito, un grupo de personas preocupadas formaron la American Heritage Publishing Company e introdujeron la tapa dura para la revista, con 120 páginas sin publicidad. El 1 de diciembre de 1954 se editó una revista prácticamente nueva, manteniendo la numeración del volumen. Forbes compró la revista en 1986.
El 17 de mayo de 2007, la revista anunció que cesaba la publicación temporalmente, con la edición abril/mayo de 2007. En 27 de octubre de 2007, el bisnieto de Alexander Graham Bell, Edwin S. Grosvenor, compró la revista a Forbes por 500.000 dólares en efectivo y 10 millones en los pasivos de suscripción. La publicación se restableció en diciembre de 2007 con la edición de invierno 2008.

## Contenido
Además de los artículos regulares, la revista incluye:
- Ahora en la Web: Lo que publica en su página Web
- Correspondencia: Cartas de los lectores
- Historia actual: Lo que sucede en los museos, sitios históricos, cultura pop, TV, películas
- En las noticias: Una mirada histórica de publicaciones corrientes políticas y sociales.
- Historia de aquí: Que ver, hacer y donde alojarse o comer en ciudades históricas americanas.

## Miembros notables y editores de la revista
- Stephen Ambrose
- Kevin Baker
- Alan Brinkley
- Bruce Catton
- Henry Steele Commager
- John A. Garraty
- T. A. Heppenheimer
- David McCullough
- Arthur Meier Schlesinger
- Jean Strouse
- Geoffrey Ward
- John Steele Gordon